# Miroslav Pribanić
Miroslav Pribanić   (Bjelovar, 22 de juny de 1946) fou un jugador d'handbol iugoslau d'origen croat, que va competir durant la dècada de 1970.
El 1972 va prendre part en els Jocs Olímpics de Múnic, on guanyà la medalla d'or en la competició d'handbol.